# Uchuca grisea
Uchuca grisea är en insektsart som beskrevs av Giglio-tos 1898. Uchuca grisea ingår i släktet Uchuca och familjen vårtbitare. Inga underarter finns listade i Catalogue of Life.